# Vărșilo, Burgas
Vărșilo (în bulgară Вършило) este un sat în comuna Sozopol, regiunea Burgas,  Bulgaria. 

## Demografie
Componența etnică a satului Vărșilo
     Bulgari (98,21%)
     Nicio identificare (1,78%)
     Altele (0%)
La recensământul din 2011, populația satului Vărșilo era de 112 locuitori. Din punct de vedere etnic, majoritatea locuitorilor (98,21%) erau bulgari. Pentru 1,78% din locuitori nu este cunoscută apartenența etnică.